# Carriches (kommunhuvudort)
Carriches är en kommunhuvudort i Spanien.   Den ligger i provinsen Toledo och regionen Kastilien-La Mancha, i den centrala delen av landet, 80 km sydväst om huvudstaden Madrid. Carriches ligger 551 meter över havet och antalet invånare är 312.
Terrängen runt Carriches är platt åt nordost, men åt sydväst är den kuperad. Runt Carriches är det ganska glesbefolkat, med 38 invånare per kvadratkilometer. Närmaste större samhälle är Torrijos, 15,0 km öster om Carriches. Trakten runt Carriches består till största delen av jordbruksmark.